# Магомедов, Шамиль Запирович
Шамиль Запирович Магомедов (18 апреля 2003, Махачкала, Дагестан, Россия) — российский тхэквондист. Победитель и призёр чемпионата России.

## Биография
В августе 2017 года в египетском Шарм-эль-Шейхе, проиграв в финале казахстанцу Бахытжану Абилхасану стал серебряным призёром первенства мира среди кадетов.В начале октября 2020 года в Нальчике стал чемпионом СКФО. В середине октября 2020 года в городе Шахты Ростовской области на чемпионате России среди юниоров до 21 года завоевал бронзовую медаль. В июне 2021 года в Майкопе стал обладателем Кубка России. В сентябре 2021 года в Одинцово стал обладателем бронзовой медали на чемпионе России. В конце сентября 2022 года в Нальчике, одолев в финале Вячеслава Бовкуна, стал чемпионом России.

## Достижения
- Первенство мира среди кадетов 2017 — ;
- Чемпионат России по тхэквондо среди молодёжи 2020 — ;
- Чемпионат России по тхэквондо 2020 — 5;
- Кубок России по тхэквондо 2021 — ;
- Чемпионат России по тхэквондо 2021 — ;
- Чемпионат России по тхэквондо 2022 — ;